# Милан Љ. Јанковић
Милан Љубомир Јанковић (Београд, 7. септембар 1950) директор је Републичке агенције за телекомуникације (РАТЕЛ).

## Биографија
У родном граду је завршио основну школу и Прву београдску гимназију.
Електротехнички факултет у Београду, на Одсеку за телекомуникације је дипломирао 1975. године са темом „Дигитални радио-релејни системи“. Свој радни стаж почео је стручним усавршавањем у Швајцарској, где је радио у лабораторији за дигиталне системе преноса. Стручни испит, прописан за дипломиране електроинжењере положио 1981. године, а од 2003. године поседује лиценцу за одговорног пројектанта за телекомуникационе мреже и системе.
Магистрирао је јануара 1990. године на Електротехничком факултету у Београду, смер Телекомуникације са радом „Преглед и упоредна анализа поступака увођења дигиталних мрежа са интегрисаним службама (ISDN)".
На Електротехничком факултету у Београду, смер Телекомуникације докторирао је јула 1999. године са тезом под насловом „Архитектуре мрежа за приступ“.
Изабран у звање доцента за област-предмет телекомуникације, на Електротехничком факултету у Београду, 2001. године. Настава на постдипломским студијама ЕТФ обухвата предавања Архитектура мрежа за приступ у оквиру предмета „Принципи модерних телекомуникација“ као и одређена поглавља у оквиру предмета „Сателитски системи“
Милан Јанковић је од 1976., у Електронској Индустрији, радио на развоју ПЦМ уређаја, пројектовању веза са дигиталним системима преноса, атестирању мултиплексних и линијских система, надзору, монтажи опреме у Југославији и иностранству. 1984. је пројектовао прву везу по оптичком каблу у тадашњој Југославији. За седам година прешао је пут од инжењера приправника до руководиоца сектора развоја.
Од 1990. године је у Заједници југословенских ПТТ (ЗЈПТТ) у делу за Научно истраживање и развој (НИР), где је ангажован на истраживачким пословима везаним за научно - технолошки развој и увођење нових технологија, служби и сервиса у телекомуникациони систем Југославије.
До краја 2005 је био директор Заједнице југословенских ПТТ-а (ЗЈПТТ), а од почетка 2006. је директор Републичке агенције за телекомуникације (РАТЕЛ).

## Научне и стручне делатности
Др Јанковић је аутор 6 радова и 1 рецензије књиге у реномираним међународним научним часописима, аутор/коаутор 44 радова у зборницима са међународних конференција, аутор/коаутор 5 пројеката и 4 студије. Радови и књиге су цитирани 15 пута. У радовима су приказана оригинална решења посвећена проблему дефинисања најпогодније оригиналне архитектуре мреже за приступ са становишта обезбеђења потпуног дијапазона сервиса, при чему је мрежа значајно поједностављена, повећана њена поузданост, а корисници могу сами дефинисати сервисе и управљати њима у окружењу које их подржава и притом могу заузимати капацитет мреже према потребама. То је проблем који је у савременим телекомуникационим мрежама изузетно актуелан, посебно када се има у виду тенденција развоја телекомуникационе инфраструктуре. Др Милан Јанковић је до сада као аутор и коаутор објавио 48 научних радова у зборницима домаћих конференција, 16 радова у домаћим часописима, а два рада су објављења у монографијама. Радови се баве проблематиком дефинисања савремене телекомуникационе инфраструктуре, на основу анализи утицаја нових елемената (процес структурних реформи, стандардизација, технологија уређаја, захтева које постављају нови сервиси, понуде интегрисаних сервиса) и нових технологија (ФИТЛ, ХФЦ, ХФР, РИТЛ, xДСЛ, АТМ).
Такође Др Милан Јанковић је са проф. Зораном Петровићем објавио и књигу под називом „Мреже за приступ“ (два издања ).

## Пројекти и студије
- Развој и увођење јединственог дигиталног телекомуникационог система у ЈПТТ са интегрисаним службама (ISDN),
- Концепција развоја југословенске ISDN до 2000. године.
- Увођење оптичких система у месне мреже у Југославији
- Примена нових сазнања, метода и технологија у циљу побољшања хируршке дијагностике и терапије
- Телемедицина, примена постојећих и нових комуникационих технологија и ресурса у здравству Србије.
- Компоненте, карактеристике и развој оптичких комуникационих система
- Конвергенција фиксних и мобилних телекомуникација, Утицај експлозивног развоја мобилних комуникација на планирање и развој ПСТН
- Поступак увођења оптичких/бежичних мрежа за приступ
- УМТС радио приступ, Европски Институт за развој и стратешке студије у телекомуникацијама (ЕУРЕСЦОМ
- Развој, пројектовање и примена ВДМ/DVDМ у мрежи Предузећа за телекомуникације „Телеком Србија“
- Концепт отвореног приступа сервисима у мобилним мрежама треће генерације
- Стратегија увођења система ГСМ – Р (мобилног радија) на железничкој мрежи СЦГ